# Національне радіо і телебачення Бурунді
Національне радіо і телебачення Бурунді (фр. La Radio Télévision Nationale du Burundi, RTNB) — національний мовник центральноафриканської держави Бурунді. Наразі Національне радіо і телебачення Бурунді веде мовлення кірунді, французькою, суахілі та англійською мовами.